# The Stooges
The Stooges, también conocidos como Iggy and The Stooges (en español: Los Chiflados o Iggy y los Chiflados) fue una banda de rock surgida en 1967 en Detroit, Estados Unidos, considerada como un referente del garage rock y pionera tanto de la música como de la subcultura del punk.
La banda lanzó 3 álbumes, que han sido catalogados como clásicos del rock por expertos y fanáticos, y crítica y comercialmente han sido exitosos: The Stooges de 1969, Fun House de 1970, y Raw Power de 1973, además de canciones insignes del género como I Wanna Be Your Dog, 1969, Loose, 1970, entre otras. Iggy Pop ha sido frecuentemente citado como el precursor del Punk.
En 2016 se separó después de haber finalizado su último álbum de estudio titulado Ready to Die (2013). Ese mismo año, se lanzó la película documental Gimme Danger dirigida por Jim Jarmusch sobre la banda, estrenándose mundialmente en el Festival de Cannes. Así mismo, el grupo fue ubicado en el puesto 78 de la lista de los 100 mejores artistas de todos los tiempos, de Rolling Stone.

## Historia

### Inicios y formación
James Newell Osterberg, más conocido como Iggy Pop, tocó en diversas bandas de Ann Arbor (Míchigan) antes de crear la suya. Osterberg se inspiró para formar The Stooges tras conocer en una visita a Chicago al batería de blues Sam Lay. De esta forma, James regresó a Detroit con la idea de crear un estilo de tocar blues completamente nuevo.
La banda que Osterberg creó estaría formada por él, como vocalista, los hermanos Ron (guitarra) y Scott Asheton (batería), y su amigo Dave Alexander (bajo). Los demás miembros de la banda apodaron a James "Pop" debido al parecido que guardaba con un vecino suyo. Sería poco después, tras presenciar un concierto de MC5 en su ciudad, cuando Osteeberg se denominó a sí mismo "Iggy Pop".
El debut de la banda tuvo lugar en un concierto de Halloween que estos dieron en su casa de State Street, en 1967. Poco más tarde, tocaron en el Grande Ballroom (Detroit), junto a grupos como MC5 y otros, dándose así a conocer inicialmente con el nombre de "Psychedelic Stooges". The Stooges ganó reputación rápidamente debido a lo violentas y ruidosas que eran sus actuaciones. Pop, especialmente, ganó fama gracias a lo extraño que era su comportamiento sobre el escenario, untando en su torso crema de cacahuete y carne de hamburguesa, haciéndose cortes con trozos de vidrio y mostrando sus genitales al público, entre otras cosas.

### La era Elektra Records.The StoogesyFun House
The Stooges fueron descubiertos por el observador de Elektra Records Danny Fields (quien más tarde también descubriría y se convertiría en el mánager de Ramones), firmando así un contrato para dicha compañía. Su primer álbum, cuyo nombre es el mismo que el de la banda, salió en 1969, obteniendo muy pocas ventas así como un no grato recibimiento por parte de los críticos de aquella época.
El segundo álbum, Fun House, lanzado en 1970 y considerado por muchos como el mejor disco de The Stooges, tampoco logró alcanzar un notoriamente mejor recibimiento. En este último, el grupo trató de plasmar la fuerza y la energía que desprendían en sus actuaciones en vivo. En junio de ese mismo año, la banda tocó en el Pop Festival de Cincinnati. Durante su actuación, Iggy Pop se dejó caer en repetidas ocasiones sobre el público, el cual lo sostuvo por encima de la muchedumbre. Este hecho se convirtió en una de las imágenes icónicas del rock a partir de entonces.
En agosto de ese mismo año, Alexander fue despedido temporalmente del grupo por encontrarse demasiado ebrio en escena en el International Music Festival de Goose Lake, siendo rápidamente reemplazado por una sucesión de nuevos bajistas. Llegados a este punto, la banda casi al completo (con la notable excepción de Ron Asheton) se habían vuelto consumidores habituales de drogas como la heroína, siendo Iggy Pop el peor ejemplo de todos. El resultado final de todo esto fue la anulación del contrato que The Stooges tenía con Elektra Records.

### La era Columbia Records y David Bowie.Raw Powery separación
Al no poseer compañía discográfica, la banda se quedó durante un tiempo sin nadie que les consiguiese actuaciones ni el dinero necesario como para seguir con la producción de nuevos discos, por lo que se produjo durante un tiempo un parón musical. Afortunadamente, Pop conoció a David Bowie en septiembre de 1971, convirtiéndose ambos rápidamente en buenos amigos. De esta forma, Bowie ayudó a Pop a reconstruir la banda como seguidamente convenció a su discográfica, Columbia Records, de que los contratase.
Su tercer trabajo, Raw Power, salió pronto a la luz, en 1973, y aunque es considerada como una de las piedras angulares del punk rock, tuvo el mismo poco éxito que sus dos predecesores. El grupo se embarcó en una gira promocional que duró varios meses. Al mismo tiempo, The Stooges llevó a cabo una serie de grabaciones conocidas como The Detroit Rehearsal Tapes, las cuales presumiblemente iban a formar parte de un cuarto álbum que estaba por llegar. Pero, en febrero de 1974, la banda se desintegró, siendo su principal causa la adicción a la heroína de Iggy Pop, así como también su errático comportamiento en el escenario.

### Reunión
Sorprendentemente, casi treinta años después de su separación, The Stooges se reunieron en 2003 y realizaron una gira mundial, publicando el disco Skull Ring en 2003 y The Weirdness en 2007.

## Miembros

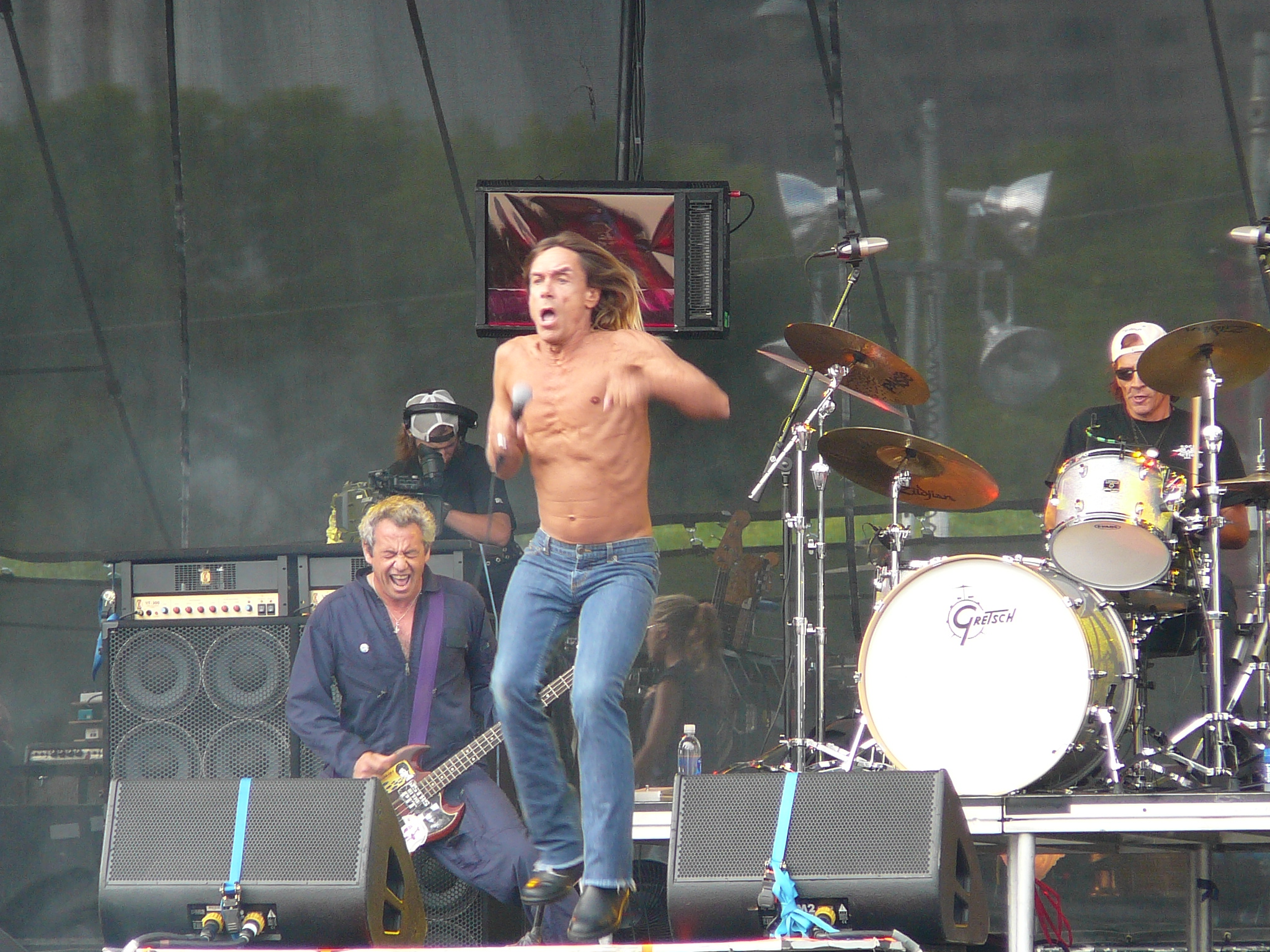
Iggy & the Stooges en Lollapalooza (Chicago) 2007.

### Formación actual
- Iggy Pop – voz (1967–2016)
- James Williamson – guitarra (1970–2016)
- Mike Watt – bajo (2003–2016)
- Toby Dammit - batería, Percusión (2011–2016)

### Miembros pasados
- Scott Asheton – batería (1967–fallecido en 2014)
- Ron Asheton – guitarra (1967–fallecido en 2009), bajo (1972–1974)
- Steve Mackay – saxofón tenor (1970 como músico de sesión, 2003–fallecido en 2015)
- Dave Alexander – bajo (1967–1970; fallecido en 1975)
- Bill Cheatham – guitarra (1970; fallecido a fines de los '90)
- Jimmy Recca – bajo (1970-1971)
- Zeke Zettner – bajo (1971; fallecido en 1973)
- Bob Sheff – teclado (1973)
- Scott Thurston – teclado (1973–1974, 2010 como invitado, 2013 como músico de sesión)
- Tornado Turner – guitarra (1973)

## Discografía

### Álbumes de estudio
- The Stooges (1969)
- Fun House (1970)
- Raw Power (1973)
- The Weirdness (2007)
- Ready to Die (2013)

### Álbumes en directo
- Telluric Chaos (2005).

### Box set
- Night of Destruction (1991).
- 1970: The Complete Fun House Sessions (1999).
- Heavy Liquid (2005).

### Recopilaciones
- Rough Power (1995).
- Year of the Iguana (1997).

### Bootleg
- Metallic K.O. (1976).

### Sencillos
- "I Wanna Be Your Dog" (octubre de 1969).
- "Down on the Street" (agosto de 1970).
- "Search and Destroy" (junio de 1973).

### DVD
- Live in Detroit (2004).